# كانديس ديلونج
كانديس ديلونج (بالإنجليزية: Candice DeLong)‏ هي عالمة جريمة وممرضة أمريكية، ولدت في 16 يوليو 1950 في شيكاغو في الولايات المتحدة.